# Val Sermenza
La Val Sermenza, conosciuta anche come Val Piccola o Val Pitta in piemontese, è una valle della Valsesia.

## Caratteristiche
La vallata è percorsa dall'omonimo torrente che si getta nella Sesia a Balmuccia. Da quest'ultima località la valle si estende per 18 chilometri fino a Rima, passando per i comuni di Rossa, Boccioleto e Alto Sermenza. Questi comuni sono tutti raggiungibili mediante la Strada provinciale SP 10 della Val Sermenza.
All'altezza del lago di Rimasco si apre una valle laterale, la Val d'Egua, che prosegue fino a Carcoforo. Ci sono numerose ulteriori vallate, come la Val Cavaione, la Val Nonai, la Val Lampone, la Val Chiappa, in generale piuttosto selvagge e quasi disabitate.
Parte del suo territorio è compresa nel parco naturale dell'Alta Val Sesia e dell'Alta Val Strona.

## Demografia dei comuni
Nel dettaglio fanno parte della Val Sermenza i seguenti 3 comuni (Popolazione residente al 31 dicembre 2019 - Dato Istat): 
| Posizione    | Stemma | Città         | Popolazione (ab) | Superficie (km²) | Densità (ab/km²) | Altitudine (m s.l.m.) | Altitudine Minima (m s.l.m.) | Altitudine Massima (m s.l.m.) |
| ------------ | ------ | ------------- | ---------------- | ---------------- | ---------------- | --------------------- | ---------------------------- | ----------------------------- |
| 1º           |        | Rossa         | 175              | 11,84            | 14,8             | 813                   | 577                          | 2314                          |
| 2º           |        | Boccioleto    | 170              | 33,88            | 5,02             | 667                   | 595                          | 2303                          |
| 3º           |        | Alto Sermenza | 151              | 60,33            | 2,50             | 906                   | 849                          | 2965                          |
| Totale Valle | –      | –             | 496              | 106,05           | 4,68             | -                     | 577                          | 2965                          |